# Lunda (thikana)
Lunda fou un estat tributari protegit, una thikana feudatària de Mewar (Udaipur). Fou concedida a Ranchor Das, net de Rawat Kishan Das de Salumber.

## Llista de rawats
- Rawat Ranchor Das
- Rawat Daulat Singh
- Rawat Nahr Singh
- Rawat Prithvi Singh
- Rawat Shiv Singh
- Rawat Ajit Singh
- Rawat Gulab Singh
- Rawat Jawan Singh
- Rawat Ranjist Singh -1955 (+1984)